# 1210 в Україні

## Події
- Всеволод Чермний удруге зайняв київський княжий престол.
- Роман Ігорович повернув собі Галич, потім поступився Володимиру Ігоровичу.
- князь Чернігівський Рюрик Ростиславич
- князь Перемишльський Святослав Ігорович
- князь Вишгородський Ростислав Ярославич
- князь Овруцький Ростислав Рюрикович